# Czarna Dama

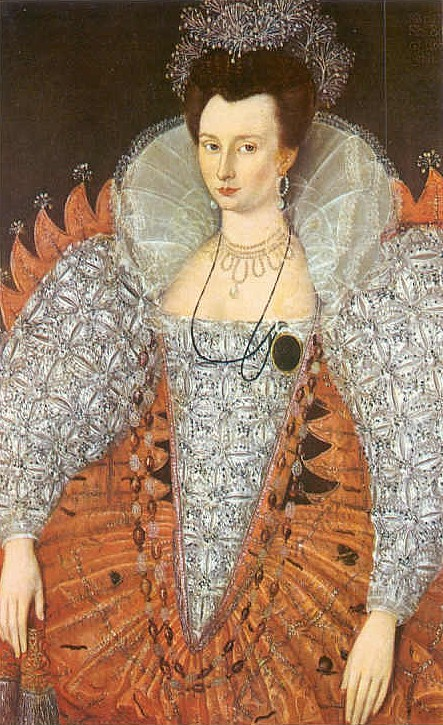
Mary Fitton, będąca jednym z przypuszczalnych pierwowzorów Czarnej Damy

Czarna Dama (ang. Dark Lady) – postać pojawiająca się w Sonetach Williama Szekspira, w utworach 127-152. Jest opisywana jako osoba o ciemnej karnacji i czarnych włosach, przez co niektórzy badacze uważają, że była Hiszpanką lub nawet Afrykanką. Nie jest jednocześnie wykluczone, że stanowiła tylko wytwór wyobraźni Shakespeare’a. 

## Obraz postaci
W pierwszych utworach podmiot liryczny jest zafascynowany Czarną Damą, przy czym uczucie to ma charakter czysto seksualny, co stanowi kontrast do jego podejścia do Tajemniczego Młodzieńca. Z czasem jednak fascynacja ta przeradza się we frustrację spowodowaną zawodem miłosnym:
Swojego czynu, pełna jest oskomy

krwawej, morderczej; kłamliwa jest ona,

podstępna, podła, Wstręt wstrząsa twym ciałem;

ledwieś ją zażył, gonisz ją szalenie
Wygląd Damy nie daje jednoznacznej odpowiedzi na temat jej pochodzenia etnicznego, stąd liczne teorie, które powstały na ten temat.

## Pierwowzór
Wielokrotnie próbowano odpowiedzieć na pytanie, kto stanowił dla Szekspira inspirację do stworzenia Czarnej Damy. Przedstawione niżej teorie prawdopodobnie nigdy nie znajdą potwierdzenia ze względu na brak jednoznacznych źródeł na ten temat. Należy także pamiętać, że Czarna Dama może być postacią całkowicie fikcyjną.
- Emilia Lanier (ur. 1569, zm. 1645) – była córką muzyka przybyłego do Anglii z Wenecji. W wieku 17 lat została kochanką Henryka Carey, syna Henryka VIII, mecenasa Trupy Lorda Szambelana – grupy aktorskiej, do której należał Szekspir. Właśnie w taki sposób, poprzez Careya, bard ze Stratford mógł poznać młodą kobietę o południowej urodzie[3]. Autorem tej koncepcji jest profesor A.L. Rowse, który wyniki swoich badań na ten temat opublikował w magazynie Times 19 stycznia 1973[3].
- Marry Fitton (ur. 1578, zm. 1647) – była dwórką Elżbiety I oraz ukochaną Szekspira. Pisarz pod błahym pretekstem posłał do niej swojego przyjaciela, Lorda Herberta, który miał go polecić młodej kobiecie. Fitton zakochała się jednak w posłańcu, przez co bard ze Stratford stracił zarówno przyjaciela, jak i niedoszłą kochankę[4].